# Brett Dutton
Brett Dutton (né le 18 novembre 1966) est un coureur cycliste australien. En poursuite par équipes, il a obtenu la médaille d'or lors des Jeux du Commonwealth de 1986 et la médaille de bronze aux Jeux olympiques de 1988. Il est actuellement directeur sportif de l'équipe St George Merida.

## Palmarès

### Jeux olympiques
- Séoul 1988
  -  Médaille de bronze de la poursuite par équipes

### Jeux du Commonwealth
- 1986
  -  Médaille d'or de la poursuite par équipes (avec Glenn Clarke, Wayne McCarney, Dean Woods)

### Championnats nationaux
- Champion d'Australie de l'américaine en 1987, 1991